# Ferdinando Galiani
Ferdinando Galiani, llamado El abad Galiani (Chieti, 2 de diciembre de 1728–Nápoles, 30 de octubre de 1787), fue un economista italiano.

## Biografía

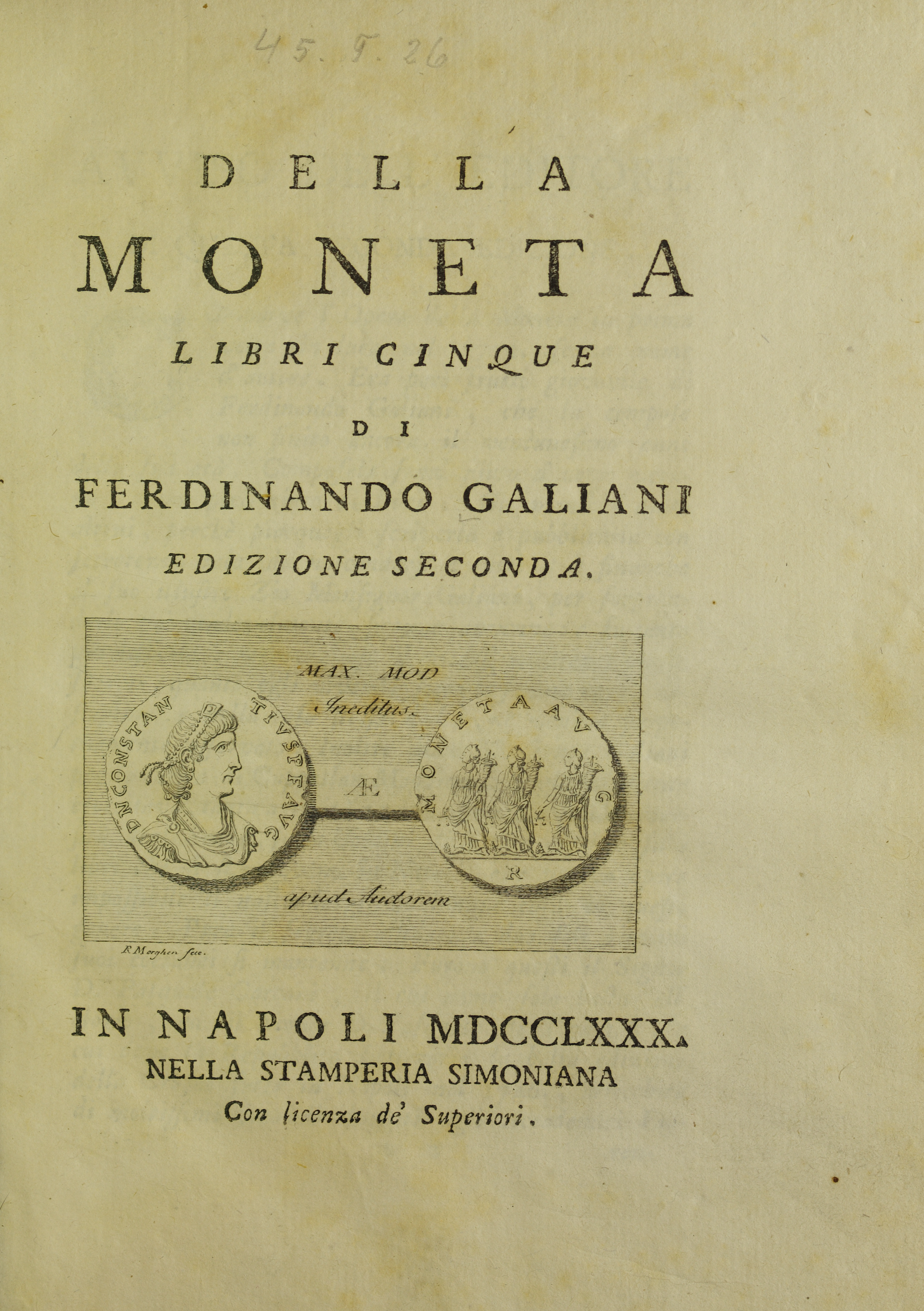
Della moneta, 1780

Nació en Chieti en 1728, de una familia originaria de Lucera: su formación provino de Nápoles, donde tuvo la oportunidad de conocer la obra de Giambattista Vico y fue discípulo de Antonio Genovesi.
En 1751 publicó el tratado De Monedas, una obra en cinco libros en los que, anticipando algunas tesis del utilitarismo, enunció una teoría sobre el valor económico de los bienes identificando una estrecha relación entre cantidad y calidad del trabajo, tiempos de producción, utilidad y rareza del producto.
Entre 1759 y 1769 permaneció en París, donde fue enviado como secretario de embajada. En Francia comenzó a frecuentar los salones literarios, estableciendo relaciones con Louise d'Épinay y Denis Diderot acercándose a las teorías fisiocráticas: sin embargo se interrumpió pronto y en 1770 publicó Diálogos sobre el comercio de granos en el cual, contra un indiscriminado liberalismo, argumenta la naturaleza relativa de las instituciones económicas y la necesidad de considerar las particularidades históricas, sociales y ambientales de los diferentes países. Su espíritu impresionó a los parisinos a tal punto, que Mme. de Choiseul tenía que decir esto: "Nosotros los franceses no tenemos que le cambie del esprit, en Nápoles tienen los lingotes". Se dice que, de vuelta a Italia, ve en Pisa el sepulcro de Algarotti, sobre el cual estaba escrita una frase horaciana: "Algarottus, sed non omnis"; dijo que le parecía un epitafio más a un castrato que a un erudito.
Muy importantes fueron los contactos con el cartógrafo Giovanni Antonio Rizzi Zannoni. Galiani había encontrado un grupo de manuscritos, concernientes al Reino de Nápoles y de Sicilia, mandados a diseñar por Alfonso V de Aragón (Alfonso I de Nápoles) a mediados del siglo XV y luego trasladados a Francia por Carlos VIII hacia el final de ese mismo siglo, obtenidos de forma verosímil a través de censos. Estos manuscritos, copiados secretamente por Galiani, permitieron a Rizzi Zanoni componer la "Carta Geográfica de la primera Sicilia, o sea, Reino de Nápoles", en cuatro folios (1769).
De regreso a Nápoles se dedicó también a los estudios de lingüística (publicó en 1779 un tratado sobre el idioma napolitano y un vocabulario de este, publicado póstumamente) y escribió el libreto para la ópera Il Socrate immaginario, con música de Giovanni Paisiello. Son de este período sus cartas a Madame d'Épinay, que en Francia (pero, claramente, no en Italia) se reimprimieron continuamente como el mejor ejemplo de brío epistolar.
También escribió varios panfletos humorísticos, que firmó con el nombre de Onofrio Galeota, un personaje muy conocido en Nápoles en aquellos años; al menos uno de esos le fue atribuido con certeza: Muy aterradora descripción del aterrador susto que nos asustó a todos con la erupción del Vesuvio.
Además le fue dedicado un asteroide, el (11958) Galiani.